# Geolyces rufescens
Geolyces rufescens är en fjärilsart som beskrevs av George Francis Hampson 1910. Geolyces rufescens ingår i släktet Geolyces och familjen mätare. Inga underarter finns listade i Catalogue of Life.